# Jack White (muzikant)
Jack White, geboren als John Anthony Gillis, (Detroit, 9 juli 1975) is een Amerikaans rockmuzikant, muziekproducent en acteur. Hij is het best bekend als de voormalig zanger en gitarist van The White Stripes.

## Biografie
Jack White is de artiestennaam van John Anthony White. De achternaam White is afkomstig uit zijn huwelijk; hij was enkele jaren getrouwd met Meg White en had haar naam aangenomen. Hij besloot deze naam na de scheiding te houden. 'Jack' was al zijn roepnaam ver voordat hij Meg kende.
In 1997 richtte White samen met Meg de band The White Stripes op. In 2005 richtte hij de groep The Raconteurs en in 2009 begon hij zijn derde band, The Dead Weather. In 2008 nam hij samen met Alicia Keys de titelsong van de James Bondfilm Quantum of Solace op. In 2009 verscheen de documentaire It Might Get Loud, waarin White samen met Jimmy Page en The Edge te zien is. De film vertoont de variatie in speel- en opnamestijlen van de drie rockgitaristen. Ze gaan terug naar belangrijke plaatsen in hun carrière en laten zien en horen wat hen inspireert.
In januari 2011 werd bekendgemaakt dat The White Stripes per direct uit elkaar gingen. In datzelfde jaar zong Jack White enkele songs mee in op het album Rome van Danger Mouse, waaronder "Two against one".
In 2012 startte Jack White met een soloproject, met als eerste album Blunderbuss.

### Privéleven
In interviews beweerde White altijd dat hij de broer was van Meg White, de drumster van de White Stripes, maar in werkelijkheid waren ze tot 2000 getrouwd met elkaar.
White hertrouwde op 1 juni 2005 met model en zangeres Karen Elson in Manaus (Brazilië). De manager van de Stripes, Ian Montone en Meg White waren zijn getuigen. Volgens het persbericht was dit het eerste huwelijk voor beiden. Het echtpaar kreeg een dochter en een zoon. White en Elson scheidden in 2011. In 2013 werd de scheiding officieel.

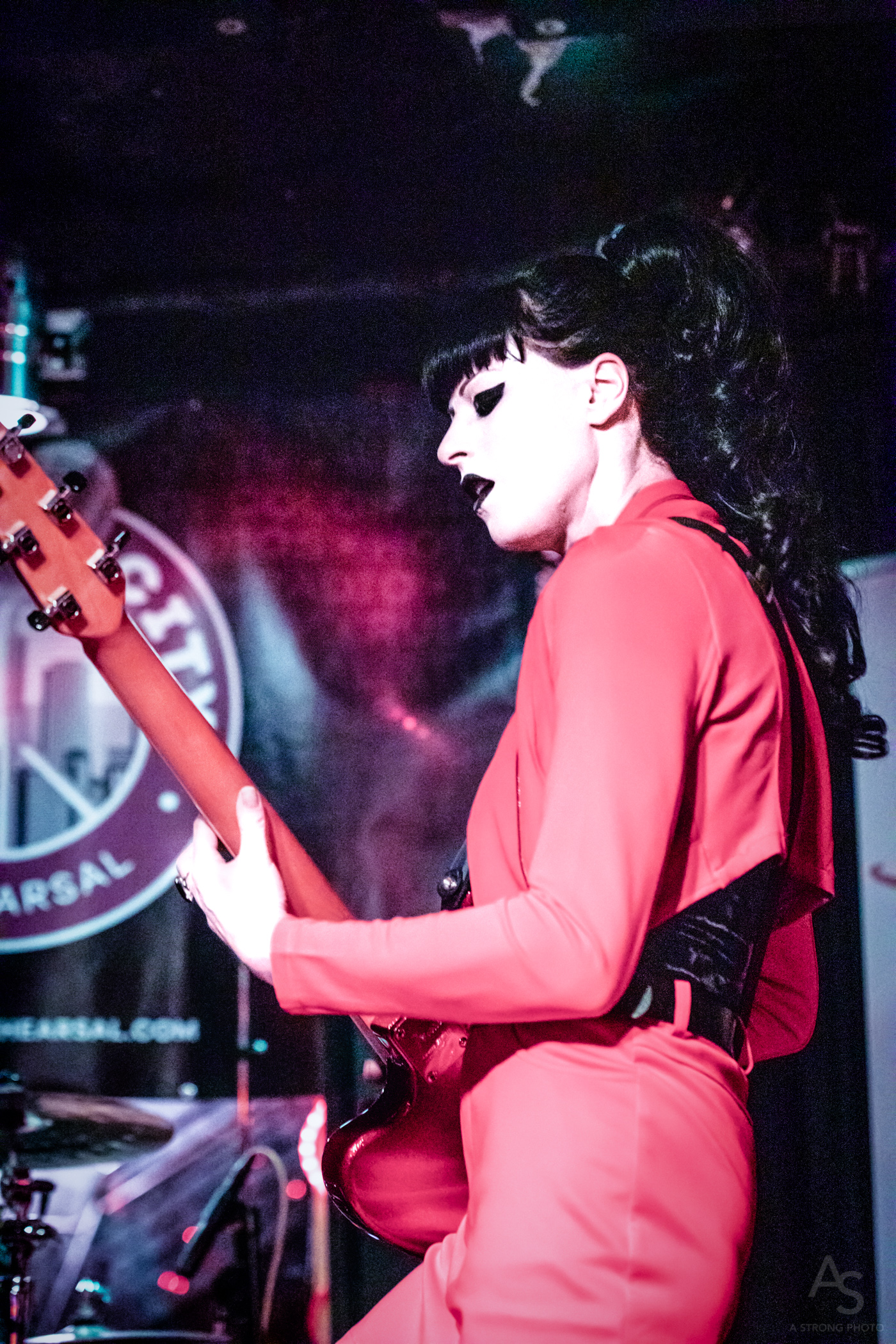
Olivia Jean in 2020

Op 8 april 2022, tijdens een concert in zijn thuisbasis Detroit, trouwde White met zijn vriendin en muzikante Olivia Jean. Even daarvoor had hij haar op het podium ten huwelijk gevraagd.

## Discografie
Zie ook discografie The White Stripes.

### Albums
| Album met eventuele hitnotering(en) in de Nederlandse Album Top 100 | Datum van verschijnen | Datum van binnenkomst | Hoogste positie | Aantal weken | Opmerkingen                                   |
| ------------------------------------------------------------------- | --------------------- | --------------------- | --------------- | ------------ | --------------------------------------------- |
| Rome                                                                | 2011                  | 21-05-2011            | 33              | 8            | met Danger Mouse, Daniele Luppi & Norah Jones |
| Blunderbuss                                                         | 2012                  | 21-04-2012            | 4               | 19           |                                               |
| Lazaretto                                                           | 2014                  | 14-06-2014            | 5               | 13           |                                               |
| Boarding House Reach                                                | 2018                  |                       |                 |              |                                               |

| Album met hitnotering(en) in de Vlaamse Ultratop 200 albums | Datum van verschijnen | Datum van binnenkomst | Hoogste positie | Aantal weken | Opmerkingen                                   |
| ----------------------------------------------------------- | --------------------- | --------------------- | --------------- | ------------ | --------------------------------------------- |
| Rome                                                        | 2011                  | 21-05-2011            | 38              | 6            | met Danger Mouse, Daniele Luppi & Norah Jones |
| Blunderbuss                                                 | 2012                  | 28-04-2012            | 1(1wk)          | 50           |                                               |
| Lazaretto                                                   | 2014                  | 14-06-2014            | 2               | 41           |                                               |
| Boarding House Reach                                        | 2018                  |                       |                 |              |                                               |

### Singles
| Single met eventuele hitnotering(en) in de Nederlandse Top 40 | Datum van verschijnen | Datum van binnenkomst | Hoogste positie | Aantal weken | Opmerkingen                                   |
| ------------------------------------------------------------- | --------------------- | --------------------- | --------------- | ------------ | --------------------------------------------- |
| Another way to die                                            | 2008                  | 04-10-2008            | tip2            | -            | met Alicia Keys / Nr. 48 in de Single Top 100 |

| Single met hitnotering(en) in de Vlaamse Ultratop 50 | Datum van verschijnen | Datum van binnenkomst | Hoogste positie | Aantal weken | Opmerkingen                      |
| ---------------------------------------------------- | --------------------- | --------------------- | --------------- | ------------ | -------------------------------- |
| Another way to die                                   | 2008                  | 18-10-2008            | 10              | 15           | met Alicia Keys                  |
| Two against one                                      | 2011                  | 21-05-2011            | tip32           | -            | met Danger Mouse & Daniele Luppi |
| Love interruption                                    | 2012                  | 03-03-2012            | tip20           | -            |                                  |
| Sixteen saltines                                     | 2012                  | 14-04-2012            | tip16           | -            |                                  |
| Freedom at 21                                        | 2012                  | 11-08-2012            | tip27           | -            |                                  |
| High Ball Stepper                                    | 2014                  | 12-04-2014            | tip57           | -            |                                  |
| Lazaretto                                            | 2014                  | 03-05-2014            | tip18           | -            |                                  |

- Biblioteca Nacional de España: XX4987829
- Bibliothèque nationale de France: cb14145585h (data)
- Gemeinsame Normdatei: 135408083
- International Standard Name Identifier: 0000 0003 6851 9661
- Library of Congress Control Number: no2004009008
- MusicBrainz: 3ae2fb37-8a23-429d-9920-bac811c4fc22
- Nationale Bibliotheek van Tsjechië: jo2004249946
- Nationale Bibliotheek van Israël: 987007349390705171
- Nationale Bibliotheek van Polen: a0000002859493
- Nederlandse Thesaurus van Auteursnamen: 354922351
- LIBRIS: 201025
- SNAC: w6z61f8x
- Système universitaire de documentation: 157648192
- Virtual International Authority File: 100321554
- WorldCat: E39PBJmPb76fqchtjTg9PH3YT3